# نودة لكوان (دشتابي الشرقي)
نودة لکوان (بالفارسية: نوده لکوان) هي قرية تقع في إيران في قسم دشتابي الشرقي الريفي. يقدر عدد سكانها بـ 478 نسمة .